# Albert Portevin
Albert Marcel Germain René Portevin (né le 1er novembre 1880 à Paris et mort le 12 avril 1962 à Abano Terme) est un métallurgiste français.
Il est diplômé de l'École centrale Paris (Promotion 1902).
Il a contribué au développement des aciers inoxydables à base de chrome. Il a également participé à des études sur la contrainte de traction et la déformation et l'effet Portevin-Le Chatelier qui porte son nom et celui de François Le Chatelier.
Professeur à l'École centrale Paris, il est président de l'Académie des sciences en 1959.
Il a reçu la médaille d'or de Bessemer en 1935.